# Amyloporia
Amyloporia is een geslacht van schimmels behorend tot de familie Fomitopsidaceae. 

## Soorten
Volgens index Fungorum  telt het geslacht vier soorten (peildatum maart 2023):
| Soortnaam               | Auteur(s)                                                  | Publicatiejaar |
| ----------------------- | ---------------------------------------------------------- | -------------- |
| Amyloporia nothofaginea | Rajchenb. & Gorjón                                         | 2011           |
| Amyloporia stratosa     | (J.E. Wright & J.R. Deschamps) Rajchenb., Gorjón & Pildain | 2011           |
| Amyloporia subxantha    | (Y.C. Dai & X.S. He) B.K. Cui & Y.C. Dai                   | 2013           |
| Amyloporia turkestanica | (Pilát) Bondartsev                                         | 1953           |